# Ashmore (Illinois)
Pour les articles homonymes, voir Ashmore.
Ashmore est un village du comté de Coles dans l'Illinois, aux États-Unis,. Il est incorporé le 3 juillet 1874.

## Démographie
Lors du recensement de 2010, le village comptait une population de 785 habitants. Elle est estimée, en 2016, à 762 habitants.

## Source de la traduction
- (en) Cet article est partiellement ou en totalité issu de l’article de Wikipédia en anglais intitulé « Ashmore, Illinois » (voir la liste des auteurs).